# Напад (шахи)
На́пад у шахах — тактичний елемент атаки, що полягає у створенні загрози взяття фігури суперника. Вважається, що фігура нападає на фігуру суперника, якщо відповідно до правил перша фігура може взяти другу на тому полі, на якому та перебуває.

## Різновиди нападів
Існує декілька різновидів нападів такі як: прямий, вічний, зустрічний, подвійний, комбінований, напад з розв'язуванням, зв'язування, лінійний удар.

### Прямий напад
|   | a | b | c | d | e | f | g | h |   |
| 8 | c8 чорна тура · a7 чорна тура · f7 чорний пішак · g7 чорний король · h7 чорний пішак · f6 чорний кінь · g6 чорний пішак · a3 білий слон · b3 біла тура · f2 білий пішак · g2 білий пішак · h2 білий пішак · c1 біла тура · g1 білий король | c8 чорна тура · a7 чорна тура · f7 чорний пішак · g7 чорний король · h7 чорний пішак · f6 чорний кінь · g6 чорний пішак · a3 білий слон · b3 біла тура · f2 білий пішак · g2 білий пішак · h2 білий пішак · c1 біла тура · g1 білий король | c8 чорна тура · a7 чорна тура · f7 чорний пішак · g7 чорний король · h7 чорний пішак · f6 чорний кінь · g6 чорний пішак · a3 білий слон · b3 біла тура · f2 білий пішак · g2 білий пішак · h2 білий пішак · c1 біла тура · g1 білий король | c8 чорна тура · a7 чорна тура · f7 чорний пішак · g7 чорний король · h7 чорний пішак · f6 чорний кінь · g6 чорний пішак · a3 білий слон · b3 біла тура · f2 білий пішак · g2 білий пішак · h2 білий пішак · c1 біла тура · g1 білий король | c8 чорна тура · a7 чорна тура · f7 чорний пішак · g7 чорний король · h7 чорний пішак · f6 чорний кінь · g6 чорний пішак · a3 білий слон · b3 біла тура · f2 білий пішак · g2 білий пішак · h2 білий пішак · c1 біла тура · g1 білий король | c8 чорна тура · a7 чорна тура · f7 чорний пішак · g7 чорний король · h7 чорний пішак · f6 чорний кінь · g6 чорний пішак · a3 білий слон · b3 біла тура · f2 білий пішак · g2 білий пішак · h2 білий пішак · c1 біла тура · g1 білий король | c8 чорна тура · a7 чорна тура · f7 чорний пішак · g7 чорний король · h7 чорний пішак · f6 чорний кінь · g6 чорний пішак · a3 білий слон · b3 біла тура · f2 білий пішак · g2 білий пішак · h2 білий пішак · c1 біла тура · g1 білий король | c8 чорна тура · a7 чорна тура · f7 чорний пішак · g7 чорний король · h7 чорний пішак · f6 чорний кінь · g6 чорний пішак · a3 білий слон · b3 біла тура · f2 білий пішак · g2 білий пішак · h2 білий пішак · c1 біла тура · g1 білий король | 8 |
| 7 | c8 чорна тура · a7 чорна тура · f7 чорний пішак · g7 чорний король · h7 чорний пішак · f6 чорний кінь · g6 чорний пішак · a3 білий слон · b3 біла тура · f2 білий пішак · g2 білий пішак · h2 білий пішак · c1 біла тура · g1 білий король | c8 чорна тура · a7 чорна тура · f7 чорний пішак · g7 чорний король · h7 чорний пішак · f6 чорний кінь · g6 чорний пішак · a3 білий слон · b3 біла тура · f2 білий пішак · g2 білий пішак · h2 білий пішак · c1 біла тура · g1 білий король | c8 чорна тура · a7 чорна тура · f7 чорний пішак · g7 чорний король · h7 чорний пішак · f6 чорний кінь · g6 чорний пішак · a3 білий слон · b3 біла тура · f2 білий пішак · g2 білий пішак · h2 білий пішак · c1 біла тура · g1 білий король | c8 чорна тура · a7 чорна тура · f7 чорний пішак · g7 чорний король · h7 чорний пішак · f6 чорний кінь · g6 чорний пішак · a3 білий слон · b3 біла тура · f2 білий пішак · g2 білий пішак · h2 білий пішак · c1 біла тура · g1 білий король | c8 чорна тура · a7 чорна тура · f7 чорний пішак · g7 чорний король · h7 чорний пішак · f6 чорний кінь · g6 чорний пішак · a3 білий слон · b3 біла тура · f2 білий пішак · g2 білий пішак · h2 білий пішак · c1 біла тура · g1 білий король | c8 чорна тура · a7 чорна тура · f7 чорний пішак · g7 чорний король · h7 чорний пішак · f6 чорний кінь · g6 чорний пішак · a3 білий слон · b3 біла тура · f2 білий пішак · g2 білий пішак · h2 білий пішак · c1 біла тура · g1 білий король | c8 чорна тура · a7 чорна тура · f7 чорний пішак · g7 чорний король · h7 чорний пішак · f6 чорний кінь · g6 чорний пішак · a3 білий слон · b3 біла тура · f2 білий пішак · g2 білий пішак · h2 білий пішак · c1 біла тура · g1 білий король | c8 чорна тура · a7 чорна тура · f7 чорний пішак · g7 чорний король · h7 чорний пішак · f6 чорний кінь · g6 чорний пішак · a3 білий слон · b3 біла тура · f2 білий пішак · g2 білий пішак · h2 білий пішак · c1 біла тура · g1 білий король | 7 |
| 6 | c8 чорна тура · a7 чорна тура · f7 чорний пішак · g7 чорний король · h7 чорний пішак · f6 чорний кінь · g6 чорний пішак · a3 білий слон · b3 біла тура · f2 білий пішак · g2 білий пішак · h2 білий пішак · c1 біла тура · g1 білий король | c8 чорна тура · a7 чорна тура · f7 чорний пішак · g7 чорний король · h7 чорний пішак · f6 чорний кінь · g6 чорний пішак · a3 білий слон · b3 біла тура · f2 білий пішак · g2 білий пішак · h2 білий пішак · c1 біла тура · g1 білий король | c8 чорна тура · a7 чорна тура · f7 чорний пішак · g7 чорний король · h7 чорний пішак · f6 чорний кінь · g6 чорний пішак · a3 білий слон · b3 біла тура · f2 білий пішак · g2 білий пішак · h2 білий пішак · c1 біла тура · g1 білий король | c8 чорна тура · a7 чорна тура · f7 чорний пішак · g7 чорний король · h7 чорний пішак · f6 чорний кінь · g6 чорний пішак · a3 білий слон · b3 біла тура · f2 білий пішак · g2 білий пішак · h2 білий пішак · c1 біла тура · g1 білий король | c8 чорна тура · a7 чорна тура · f7 чорний пішак · g7 чорний король · h7 чорний пішак · f6 чорний кінь · g6 чорний пішак · a3 білий слон · b3 біла тура · f2 білий пішак · g2 білий пішак · h2 білий пішак · c1 біла тура · g1 білий король | c8 чорна тура · a7 чорна тура · f7 чорний пішак · g7 чорний король · h7 чорний пішак · f6 чорний кінь · g6 чорний пішак · a3 білий слон · b3 біла тура · f2 білий пішак · g2 білий пішак · h2 білий пішак · c1 біла тура · g1 білий король | c8 чорна тура · a7 чорна тура · f7 чорний пішак · g7 чорний король · h7 чорний пішак · f6 чорний кінь · g6 чорний пішак · a3 білий слон · b3 біла тура · f2 білий пішак · g2 білий пішак · h2 білий пішак · c1 біла тура · g1 білий король | c8 чорна тура · a7 чорна тура · f7 чорний пішак · g7 чорний король · h7 чорний пішак · f6 чорний кінь · g6 чорний пішак · a3 білий слон · b3 біла тура · f2 білий пішак · g2 білий пішак · h2 білий пішак · c1 біла тура · g1 білий король | 6 |
| 5 | c8 чорна тура · a7 чорна тура · f7 чорний пішак · g7 чорний король · h7 чорний пішак · f6 чорний кінь · g6 чорний пішак · a3 білий слон · b3 біла тура · f2 білий пішак · g2 білий пішак · h2 білий пішак · c1 біла тура · g1 білий король | c8 чорна тура · a7 чорна тура · f7 чорний пішак · g7 чорний король · h7 чорний пішак · f6 чорний кінь · g6 чорний пішак · a3 білий слон · b3 біла тура · f2 білий пішак · g2 білий пішак · h2 білий пішак · c1 біла тура · g1 білий король | c8 чорна тура · a7 чорна тура · f7 чорний пішак · g7 чорний король · h7 чорний пішак · f6 чорний кінь · g6 чорний пішак · a3 білий слон · b3 біла тура · f2 білий пішак · g2 білий пішак · h2 білий пішак · c1 біла тура · g1 білий король | c8 чорна тура · a7 чорна тура · f7 чорний пішак · g7 чорний король · h7 чорний пішак · f6 чорний кінь · g6 чорний пішак · a3 білий слон · b3 біла тура · f2 білий пішак · g2 білий пішак · h2 білий пішак · c1 біла тура · g1 білий король | c8 чорна тура · a7 чорна тура · f7 чорний пішак · g7 чорний король · h7 чорний пішак · f6 чорний кінь · g6 чорний пішак · a3 білий слон · b3 біла тура · f2 білий пішак · g2 білий пішак · h2 білий пішак · c1 біла тура · g1 білий король | c8 чорна тура · a7 чорна тура · f7 чорний пішак · g7 чорний король · h7 чорний пішак · f6 чорний кінь · g6 чорний пішак · a3 білий слон · b3 біла тура · f2 білий пішак · g2 білий пішак · h2 білий пішак · c1 біла тура · g1 білий король | c8 чорна тура · a7 чорна тура · f7 чорний пішак · g7 чорний король · h7 чорний пішак · f6 чорний кінь · g6 чорний пішак · a3 білий слон · b3 біла тура · f2 білий пішак · g2 білий пішак · h2 білий пішак · c1 біла тура · g1 білий король | c8 чорна тура · a7 чорна тура · f7 чорний пішак · g7 чорний король · h7 чорний пішак · f6 чорний кінь · g6 чорний пішак · a3 білий слон · b3 біла тура · f2 білий пішак · g2 білий пішак · h2 білий пішак · c1 біла тура · g1 білий король | 5 |
| 4 | c8 чорна тура · a7 чорна тура · f7 чорний пішак · g7 чорний король · h7 чорний пішак · f6 чорний кінь · g6 чорний пішак · a3 білий слон · b3 біла тура · f2 білий пішак · g2 білий пішак · h2 білий пішак · c1 біла тура · g1 білий король | c8 чорна тура · a7 чорна тура · f7 чорний пішак · g7 чорний король · h7 чорний пішак · f6 чорний кінь · g6 чорний пішак · a3 білий слон · b3 біла тура · f2 білий пішак · g2 білий пішак · h2 білий пішак · c1 біла тура · g1 білий король | c8 чорна тура · a7 чорна тура · f7 чорний пішак · g7 чорний король · h7 чорний пішак · f6 чорний кінь · g6 чорний пішак · a3 білий слон · b3 біла тура · f2 білий пішак · g2 білий пішак · h2 білий пішак · c1 біла тура · g1 білий король | c8 чорна тура · a7 чорна тура · f7 чорний пішак · g7 чорний король · h7 чорний пішак · f6 чорний кінь · g6 чорний пішак · a3 білий слон · b3 біла тура · f2 білий пішак · g2 білий пішак · h2 білий пішак · c1 біла тура · g1 білий король | c8 чорна тура · a7 чорна тура · f7 чорний пішак · g7 чорний король · h7 чорний пішак · f6 чорний кінь · g6 чорний пішак · a3 білий слон · b3 біла тура · f2 білий пішак · g2 білий пішак · h2 білий пішак · c1 біла тура · g1 білий король | c8 чорна тура · a7 чорна тура · f7 чорний пішак · g7 чорний король · h7 чорний пішак · f6 чорний кінь · g6 чорний пішак · a3 білий слон · b3 біла тура · f2 білий пішак · g2 білий пішак · h2 білий пішак · c1 біла тура · g1 білий король | c8 чорна тура · a7 чорна тура · f7 чорний пішак · g7 чорний король · h7 чорний пішак · f6 чорний кінь · g6 чорний пішак · a3 білий слон · b3 біла тура · f2 білий пішак · g2 білий пішак · h2 білий пішак · c1 біла тура · g1 білий король | c8 чорна тура · a7 чорна тура · f7 чорний пішак · g7 чорний король · h7 чорний пішак · f6 чорний кінь · g6 чорний пішак · a3 білий слон · b3 біла тура · f2 білий пішак · g2 білий пішак · h2 білий пішак · c1 біла тура · g1 білий король | 4 |
| 3 | c8 чорна тура · a7 чорна тура · f7 чорний пішак · g7 чорний король · h7 чорний пішак · f6 чорний кінь · g6 чорний пішак · a3 білий слон · b3 біла тура · f2 білий пішак · g2 білий пішак · h2 білий пішак · c1 біла тура · g1 білий король | c8 чорна тура · a7 чорна тура · f7 чорний пішак · g7 чорний король · h7 чорний пішак · f6 чорний кінь · g6 чорний пішак · a3 білий слон · b3 біла тура · f2 білий пішак · g2 білий пішак · h2 білий пішак · c1 біла тура · g1 білий король | c8 чорна тура · a7 чорна тура · f7 чорний пішак · g7 чорний король · h7 чорний пішак · f6 чорний кінь · g6 чорний пішак · a3 білий слон · b3 біла тура · f2 білий пішак · g2 білий пішак · h2 білий пішак · c1 біла тура · g1 білий король | c8 чорна тура · a7 чорна тура · f7 чорний пішак · g7 чорний король · h7 чорний пішак · f6 чорний кінь · g6 чорний пішак · a3 білий слон · b3 біла тура · f2 білий пішак · g2 білий пішак · h2 білий пішак · c1 біла тура · g1 білий король | c8 чорна тура · a7 чорна тура · f7 чорний пішак · g7 чорний король · h7 чорний пішак · f6 чорний кінь · g6 чорний пішак · a3 білий слон · b3 біла тура · f2 білий пішак · g2 білий пішак · h2 білий пішак · c1 біла тура · g1 білий король | c8 чорна тура · a7 чорна тура · f7 чорний пішак · g7 чорний король · h7 чорний пішак · f6 чорний кінь · g6 чорний пішак · a3 білий слон · b3 біла тура · f2 білий пішак · g2 білий пішак · h2 білий пішак · c1 біла тура · g1 білий король | c8 чорна тура · a7 чорна тура · f7 чорний пішак · g7 чорний король · h7 чорний пішак · f6 чорний кінь · g6 чорний пішак · a3 білий слон · b3 біла тура · f2 білий пішак · g2 білий пішак · h2 білий пішак · c1 біла тура · g1 білий король | c8 чорна тура · a7 чорна тура · f7 чорний пішак · g7 чорний король · h7 чорний пішак · f6 чорний кінь · g6 чорний пішак · a3 білий слон · b3 біла тура · f2 білий пішак · g2 білий пішак · h2 білий пішак · c1 біла тура · g1 білий король | 3 |
| 2 | c8 чорна тура · a7 чорна тура · f7 чорний пішак · g7 чорний король · h7 чорний пішак · f6 чорний кінь · g6 чорний пішак · a3 білий слон · b3 біла тура · f2 білий пішак · g2 білий пішак · h2 білий пішак · c1 біла тура · g1 білий король | c8 чорна тура · a7 чорна тура · f7 чорний пішак · g7 чорний король · h7 чорний пішак · f6 чорний кінь · g6 чорний пішак · a3 білий слон · b3 біла тура · f2 білий пішак · g2 білий пішак · h2 білий пішак · c1 біла тура · g1 білий король | c8 чорна тура · a7 чорна тура · f7 чорний пішак · g7 чорний король · h7 чорний пішак · f6 чорний кінь · g6 чорний пішак · a3 білий слон · b3 біла тура · f2 білий пішак · g2 білий пішак · h2 білий пішак · c1 біла тура · g1 білий король | c8 чорна тура · a7 чорна тура · f7 чорний пішак · g7 чорний король · h7 чорний пішак · f6 чорний кінь · g6 чорний пішак · a3 білий слон · b3 біла тура · f2 білий пішак · g2 білий пішак · h2 білий пішак · c1 біла тура · g1 білий король | c8 чорна тура · a7 чорна тура · f7 чорний пішак · g7 чорний король · h7 чорний пішак · f6 чорний кінь · g6 чорний пішак · a3 білий слон · b3 біла тура · f2 білий пішак · g2 білий пішак · h2 білий пішак · c1 біла тура · g1 білий король | c8 чорна тура · a7 чорна тура · f7 чорний пішак · g7 чорний король · h7 чорний пішак · f6 чорний кінь · g6 чорний пішак · a3 білий слон · b3 біла тура · f2 білий пішак · g2 білий пішак · h2 білий пішак · c1 біла тура · g1 білий король | c8 чорна тура · a7 чорна тура · f7 чорний пішак · g7 чорний король · h7 чорний пішак · f6 чорний кінь · g6 чорний пішак · a3 білий слон · b3 біла тура · f2 білий пішак · g2 білий пішак · h2 білий пішак · c1 біла тура · g1 білий король | c8 чорна тура · a7 чорна тура · f7 чорний пішак · g7 чорний король · h7 чорний пішак · f6 чорний кінь · g6 чорний пішак · a3 білий слон · b3 біла тура · f2 білий пішак · g2 білий пішак · h2 білий пішак · c1 біла тура · g1 білий король | 2 |
| 1 | c8 чорна тура · a7 чорна тура · f7 чорний пішак · g7 чорний король · h7 чорний пішак · f6 чорний кінь · g6 чорний пішак · a3 білий слон · b3 біла тура · f2 білий пішак · g2 білий пішак · h2 білий пішак · c1 біла тура · g1 білий король | c8 чорна тура · a7 чорна тура · f7 чорний пішак · g7 чорний король · h7 чорний пішак · f6 чорний кінь · g6 чорний пішак · a3 білий слон · b3 біла тура · f2 білий пішак · g2 білий пішак · h2 білий пішак · c1 біла тура · g1 білий король | c8 чорна тура · a7 чорна тура · f7 чорний пішак · g7 чорний король · h7 чорний пішак · f6 чорний кінь · g6 чорний пішак · a3 білий слон · b3 біла тура · f2 білий пішак · g2 білий пішак · h2 білий пішак · c1 біла тура · g1 білий король | c8 чорна тура · a7 чорна тура · f7 чорний пішак · g7 чорний король · h7 чорний пішак · f6 чорний кінь · g6 чорний пішак · a3 білий слон · b3 біла тура · f2 білий пішак · g2 білий пішак · h2 білий пішак · c1 біла тура · g1 білий король | c8 чорна тура · a7 чорна тура · f7 чорний пішак · g7 чорний король · h7 чорний пішак · f6 чорний кінь · g6 чорний пішак · a3 білий слон · b3 біла тура · f2 білий пішак · g2 білий пішак · h2 білий пішак · c1 біла тура · g1 білий король | c8 чорна тура · a7 чорна тура · f7 чорний пішак · g7 чорний король · h7 чорний пішак · f6 чорний кінь · g6 чорний пішак · a3 білий слон · b3 біла тура · f2 білий пішак · g2 білий пішак · h2 білий пішак · c1 біла тура · g1 білий король | c8 чорна тура · a7 чорна тура · f7 чорний пішак · g7 чорний король · h7 чорний пішак · f6 чорний кінь · g6 чорний пішак · a3 білий слон · b3 біла тура · f2 білий пішак · g2 білий пішак · h2 білий пішак · c1 біла тура · g1 білий король | c8 чорна тура · a7 чорна тура · f7 чорний пішак · g7 чорний король · h7 чорний пішак · f6 чорний кінь · g6 чорний пішак · a3 білий слон · b3 біла тура · f2 білий пішак · g2 білий пішак · h2 білий пішак · c1 біла тура · g1 білий король | 1 |
|   | a | b | c | d | e | f | g | h |   |

Зважаючи на те, що видів нападів у шахах багато, прямим нападом називають власне сам напад без додавання умов до визначення.
Особливими випадками прямого нападу є:
- шах — напад на короля.
- гарде́ (фр. gardez «стережись») — застаріла назва нападу на ферзя. Раніше вважалося обов'язковим вимовляти «гарде», якщо воно відбулося, але в сучасних шахах таке правило вже не використовується.

Способи захисту від прямого нападу на фігуру (в дужках приклад на діаграмі):
1. Збиття атакуючої фігури: атакованою фігурою (1… Т:с1+) або іншою фігурою
2. Відведення атакованої фігури з-під удару фігури суперника (1… Т~8)
3. Перекриття лінії дії атакуючої фігури (1… Тас7)
4. Захист атакованої фігури іншою своєю фігурою (1… Т7а8)
5. Контратака якоюсь своєю фігурою на рівноцінну чи ціннішу фігуру суперника або інший важливий об'єкт. Зокрема ефективним є контрудар. (1… Т:а3)

Якщо нападу зазнав король, то в нього можливими є лише перші три способи захисту. (див. Вихід із шаху)

### Вічний напад
| a5             | b5              | c5 стрілка вверх-вниз | d5              | e5 чорний ферзь  |
| a4             | b4 білий король | c4 біла тура          | d4              | e4               |
| a3             | b3              | c3 чорний пішак       | d3 чорний пішак | e3 чорний король |
| a2 білий пішак | b2              | c2                    | d2              | e2               |
| a1             | b1 білий пішак  | c1                    | d1              | e1               |

Вічний напад — слабша сторона рятується шляхом безперервного переслідування однієї чи декількох фігур суперника, позбавляючи його тим самим необхідного темпу, щоб використати свою матеріальну та/або позиційну перевагу.
Розрізняють декілька різновидів «вічного нападу»:
- «вічний шах» — потенційно нескінченна серія шахів, яку одна зі сторін або не може перервати, або їй невигідно це робити;
- взаємний напад — фігура слабшої сторони безперервно переслідує фігуру (фігури) суперника, які своєю чергою змушені нападати на неї;
- поперемінний напад — слабша сторона рятується шляхом почергового нападу своєю фігурою (фігурами) на дві або більше фігур суперника.

### Зустрічний напад
| a5 чорна тура | b5 | c5 чорний слон | d5              | e5 чорний король |
| a4            | b4 | c4             | d4 чорний пішак | e4               |
| a3 чорна тура | b3 | c3             | d3              | e3               |
| a2            | b2 | c2             | d2              | e2               |
| a1 біла тура  | b1 | c1 біла тура   | d1              | e1               |

Зустрічний напад — вище згаданий як п'ятий спосіб захисту від прямого нападу на фігуру. Буває:
- без взяття.
- зі взяттям. Такий зустрічний напад називається «контрудар», що зазвичай є ефективнішим за напад без взяття.

У шаховій практиці можливим є також зустрічний або перехресний шах.

### Подвійний напад
Подвійний напад — позиція, в якій декілька фігур одного гравця перебувають під боєм фігури (фігур) іншого гравця. Один із дієвих засобів атаки в шахах. Проявляється в таких формах:
1. Вилка — фігура чи пішак одночасно атакує дві фігури суперника,
2. Дві фігури одночасно атакують дві фігури суперника.
3. Дві фігури одночасно атакують фігуру суперника.

У двох перших випадках ефективність подвійного нападу визначається шаховими правилами: за один хід можна вивести з-під атаки лише одну фігуру.
У третьому випадку — сторона, що захищається, має єдиний спосіб захисту — відхід фігури.
Однак подвійний напад може виявитись і неефективним, якщо фігура, яка виходить з-під атаки, робить своєю чергою напад на фігуру суперника.
Подвійний напад на короля називається «подвійний шах», який також завжди є і відкритим нападом (шахом).
Приклади трьох випадків подвійного нападу
| a5 чорний ферзь | b5 | c5            | d5 | e5 чорний король |
| a4              | b4 | c4 білий кінь | d4 | e4               |
| a3              | b3 | c3            | d3 | e3               |
| a2              | b2 | c2            | d2 | e2               |
| a1              | b1 | c1            | d1 | e1               |

| a5            | b5 | c5 чорна тура | d5 | e5 чорна тура |
| a4 білий кінь | b4 | c4            | d4 | e4            |
| a3            | b3 | c3            | d3 | e3            |
| a2            | b2 | c2            | d2 | e2            |
| a1 білий слон | b1 | c1            | d1 | e1            |

| a5 | b5 | c5              | d5 чорний король | e5 чорний кінь |
| a4 | b4 | c4 чорний пішак | d4               | e4             |
| a3 | b3 | c3 білий слон   | d3 чорний пішак  | e3             |
| a2 | b2 | c2              | d2               | e2             |
| a1 | b1 | c1              | d1               | e1 біла тура   |

### Комбінований напад
| a5 | b5            | c5                | d5                | e5 чорний кінь |
| a4 | b4            | c4 чорний хрестик | d4                | e4             |
| a3 | b3            | c3 білий слон     | d3 чорний хрестик | e3             |
| a2 | b2 білий кінь | c2                | d2                | e2             |
| a1 | b1            | c1                | d1                | e1             |

Комбінований напад є складною формою тактичної взаємодії фігур в атаці, що поєднує напад і обмеження, при яких атаковану фігуру неможливо ані захистити, ані відвести з-під удару.
Якщо комбінований напад зроблено на короля, то йому оголошується мат.
Також під комбінованим нападом іноді мають на увазі одночасний напад декількох фігур.

### Напад з розв'язуванням
| a5               | b5 | c5              | d5 чорний слон | e5              |
| a4               | b4 | c4 чорний пішак | d4             | e4              |
| a3 чорний король | b3 | c3              | d3             | e3              |
| a2 чорна тура    | b2 | c2              | d2 біла тура   | e2 білий король |
| a1               | b1 | c1 білий пішак  | d1 білий пішак | e1              |

Напад з розв'язуванням — напад фігурою, яка звільняється з-під зв'язки. Розв'язування може відбуватися двома способами:
- зв'язана фігура сама виходить з-під зв'язки;
- перекривається лінія зв'язування іншою фігурою чи пішаком.

### Відкритий напад
| a5            | b5             | c5 | d5 чорний кінь | e5 чорна тура   |
| a4            | b4             | c4 | d4             | e4 чорний пішак |
| a3            | b3             | c3 | d3             | e3              |
| a2            | b2 білий пішак | c2 | d2             | e2              |
| a1 білий слон | b1             | c1 | d1             | e1              |

Відкритий (розкритий) напад — тактичний прийом при якому в результаті відходу фігури або пішака відкривається лінія дії іншої обов'язково далекобійної фігури цього ж кольору, що створює загрозу об'єкту суперника.
Відкритий (розкритий) шах — відкритий напад на короля. Особливим тактичним застосуванням відкритого шаха є «млин» — шахова комбінація з чергуванням шахів та відкритих шахів, яку проводить один із гравців під час атаки, зазвичай турою та слоном.

### Зв'язування
| a5 чорний король | b5            | c5 | d5 | e5             |
| a4 чорний слон   | b4 чорна тура | c4 | d4 | e4             |
| a3               | b3            | c3 | d3 | e3             |
| a2 білий король  | b2            | c2 | d2 | e2             |
| a1               | b1            | c1 | d1 | e1 білий ферзь |

Зв'язування — напад далекобійної фігури на фігуру суперника (або пішака), за якою на лінії нападу (лінії зв'язування) розташована інша фігура суперника (рівнозначна або цінніша) або якийсь важливий пункт.

### Лінійний удар
| a5 чорна тура | b5 | c5            | d5 | e5            |
| a4            | b4 | c4            | d4 | e4            |
| a3            | b3 | c3 чорна тура | d3 | e3            |
| a2            | b2 | c2            | d2 | e2            |
| a1            | b1 | c1            | d1 | e1 білий слон |

Лінійний удар (наскрізний напад/шах)— напад далекобійної фігури на фігуру суперника, за якою на лінії нападу розташована інша рівноцінна або менш цінна фігура суперника. Є зворотною формою зв'язки — напад далекобійною фігурою на фігуру суперника, за якою перебуває фігура більшої цінності.
Лінійний удар може бути двох видів:
- абсолютний — напад зроблено на короля, який змушений відходити (наскрізний шах);
- відносний — напад на фігуру, що не зобов'язана відходити (наскрізний напад).